# 7408 Yoshihide
7408 Yoshihide eller 1989 SB är en asteroid i huvudbältet som upptäcktes den 23 september 1989 av de båda japanska astronomerna Toshimasa Furuta och Yoshikane Mizuno vid Kani-observatoriet. Den är uppkallad efter den japanske amatörastronomen Yoshihide Hayashi.